# Paul Dammann
Paul Dammann (* 15. Oktober 1860 in Barth, Vorpommern; † 1912) war ein deutscher Marine-Generalarzt der Kaiserlichen Marine.

## Leben
Paul Dammann war ein Sohn des Ersten Lehrers an der Mädchenschule Adolf Dammann. Von 1870 bis 1878 besuchte er das Gymnasium in Potsdam und erhielt sein Abitur im September 1878.
Wie zeitgleich Ernst Krause und August Boeckh studierte er vom 22. November 1878 bis 1. Oktober 1882 an der Medizinisch-Chirurgischen Akademie für das Militär in Berlin. 1878 wurde er Mitglied des Pépinière-Corps Franconia. Er wurde am 24. Juli 1882 zum Dr. med. promoviert. Er wurde am 1. Oktober 1882 zum Marine-Unterarzt befördert. Seit dem 26. Juni 1884 war er Marine-Assistenzarzt 2. Klasse bei der 2. Matrosen-Division. und war Ende Dezember 1884 in bei der Niederschlagung der Auseinandersetzungen zwischen rivalisierenden Duálá-Clans in Kamerun eingesetzt.
Vom 1. Juli 1889 bis Mitte Februar 1892 an das Büro des Generalarztes der Marine kommandiert, war er, zwischenzeitlich auf der Stein, später vom 25. September 1893 bis 31. Dezember 1897 in der Medizinalabteilung im Reichsmarineamt in Berlin. Ab dem 23. Juli 1884 war er bis 24. August 1900 Geschwaderarzt des Kreuzergeschwaders in Ostasien und Schiffsarzt auf der neu in Dienst gestellten Hertha. Anschließend war er bis 9. Januar 1901 leitender Arzt im Stab des Marine-Expeditionskorps von Hoepfner in Peking. Mitte April 1904 wurde er mit der Beförderung zum Marine-Generalarzt Generalarzt der Inspektion des Bildungswesens der Marine. Am 10. März 1906 schied er, stationiert in Kiel, aus der Marine aus. Er lebte anschließend in Blankenburg (Harz) und starb mit 52 Jahren.
Mit seiner Verabschiedung aus der Marine erhielt er den Roten Adlerorden 3. Klasse mit der Schleife und Schwertern am Ringe.